# Вишнёвский сельсовет (Тамбовская область)
Вишнёвский сельсовет — сельское поселение в Староюрьевском районе Тамбовской области.
Административный центр — село Вишнёвое.

## Население
| 2010  | 2012  | 2013  | 2014  | 2015  | 2016  | 2017  |
| ----- | ----- | ----- | ----- | ----- | ----- | ----- |
| 1768  | ↘1735 | ↘1728 | ↘1684 | ↘1622 | ↘1537 | ↘1492 |
| 2018  | 2019  | 2020  | 2021  |       |       |       |
| ↘1452 | ↘1403 | ↘1372 | ↘1250 |       |       |       |

## Состав сельского поселения
| № | Населённый пункт  | Тип населённого пункта       | Население |
| - | ----------------- | ---------------------------- | --------- |
| 1 | Александровка     | деревня                      | 19        |
| 2 | Андреевка         | деревня                      | 0         |
| 3 | Вишнёвое          | село, административный центр | 1328      |
| 4 | Ивано-Вердереевка | деревня                      | 81        |
| 5 | Ларгино           | деревня                      | 71        |
| 6 | Пашино            | деревня                      | 155       |
| 7 | Рассвет           | посёлок                      | 23        |
| 8 | Редькино          | деревня                      | 83        |
| 9 | Рогожкино         | деревня                      | 8         |